# Ceca de la Antigua Roma

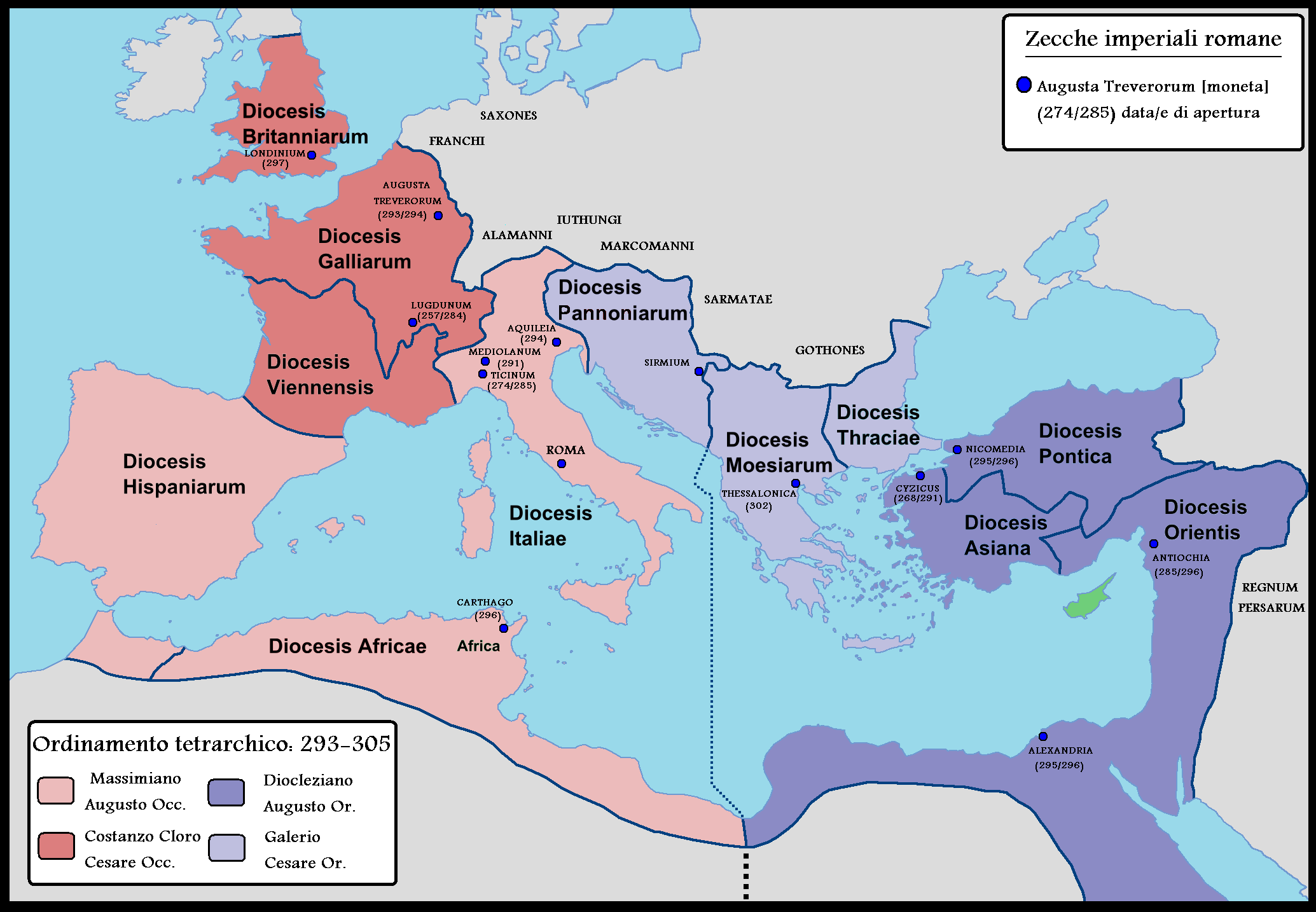
Cecas romanas en la época de la tetrarquía de Diocleciano (285-305) y las posteriores guerras civiles (306-324).

Una ceca de la Antigua Roma era un taller donde se acuñaban monedas en el territorio controlado por Roma, tanto en tiempos de la República como durante el Imperio.
La multiplicación de las cecas imperiales fue un fenómeno que apareció tardíamente, durante el Bajo Imperio romano, a partir de la crisis del siglo III. De hecho, las cecas imperiales no deben confundirse con las provinciales (impropiamente llamadas "coloniales"), que acuñaban moneda para su circulación, en pequeñas zonas de los territorios del Imperio, y que, con la reforma monetaria de Aureliano, fueron abolidas. Se trataba de centenares de pequeñas cecas locales, localizadas principalmente en las provincias orientales, que emitían, fundamentalmente, monedas de bronce.

## Difusión de las cecas romanas

### Período republicano
Durante la República romana, el primer taller de acuñación de monedas surgió en el año 290 a. C., en la Colina Capitolina de Roma, a los pies del templo dedicado a la diosa Juno Moneta, llamado en latín Aedes Iunonis Monetae (literalmente: «La casa de Juno, la que advierte»), bajo cuya protección se ubicaba la ceca. De ahí se derivan nuestros términos «moneda» o «monetario».
El responsable de la acuñación era un colegio de tres magistrados: los triumviri monetales.
Desde esta ubicación original, la ceca de Roma se trasladó a diversos lugares en sucesivas ocasiones. Se sabe que se instaló en la tercera de las catorce regiones en las que se dividía la ciudad, en las inmediaciones del Coliseo, como consta en los catálogos regionales (Curiosum y Notitia Urbis Romae). Este traslado probablemente esté relacionado con el gran incendio que destruyó el Capitolio en el año 80. El arqueólogo Filippo Coarelli sostiene que esta ceca se ubicaría en un antiguo edificio, cuyos restos se encuentran actualmente bajo la Basílica de San Clemente de Letrán.
Durante este período, la centralización era la regla: solo Roma acuñaba moneda romana. Excepcionalmente, también existían cecas móviles, con carácter itinerante, que acompañaron a los ejércitos romanos durante algunas de sus campañas, como las de Sila, Lúculo o Pompeyo en Oriente, o en las guerras civiles declaradas por Julio César.

### Alto Imperio

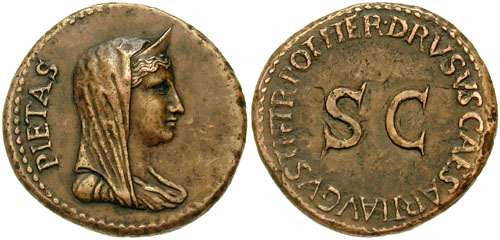
Dupondio romano con la inscripción SC (Senatus Consulto).

Con la reforma monetaria de Augusto, emprendida entre el 23 y 20 a. C., el Senado pasó a emitir monedas de bronce (de ahí el signo SC = Senatus Consultum), mientras que la ceca imperial de Roma se reservó el derecho de acuñar las de oro y plata.
La creación, también bajo Augusto, de una segunda ceca imperial importante en Lugdunum, en la Galia, que cesó su actividad en el año 78, constituyó una excepción a las disposiciones de la reforma, para cuya explicación se debaten dos hipótesis:
1. La primera señala la enorme necesidad de moneda circulante en una Galia recién conquistada, la más poblada de las provincias.
2. La segunda, la que parece más probable, se basa en que la prolongada estancia de Augusto en la Galia (entre el 15 y el 13 a. C.) y la cercana presencia del ejército en el Rin, involucrado en las campañas de Germania, impulsaría la creación de esta ceca.[12]

La centralización no excluyó la presencia de pequeñas cecas provinciales, principalmente en Hispania, Oriente y Nimes, para la acuñación de numerario de escaso valor pero de peso elevado, como el sestercio de bronce, que pesaba unos 25 g., cuya utilización estaba restringida localmente. Estas cecas locales cesaron gradualmente su actividad, pasando de 161 en la época de Augusto a ocho en Acaya y Asia durante el período de Galba.
Bajo Domiciano, debido a un terrible incendio, la ceca de Roma fue trasladada al Celio, donde permaneció hasta finales del siglo III. Posteriormente, fue trasladada varias veces.

### Bajo Imperio

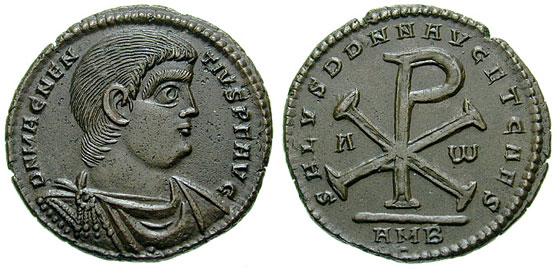
Doble centenional acuñado por el usurpador Magnencio en la ceca de Ambianum. Marca de ceca: AMB en el exergo del reverso.

La crisis del siglo III y la militarización de finales del Imperio romano provocaron una primera descentralización y multiplicaron el número de cecas cerca de las zonas de alta concentración de soldados, donde la demanda de monedas era elevada. Además, las usurpaciones provocaron la aparición de cecas efímeras, como las de Ambianum (Amiens) durante la usurpación de Magnencio o Rotomagus (Ruan) con Alecto.

Con la reforma monetaria de Aureliano de 274 se trató de frenar la desvalorización de la moneda actuando principalmente en dos sentidos: sobre los valores nominales y sobre la organización de las cecas, que se habían añadido a la ceca principal de Roma. Se trataba de una serie reducida de cecas imperiales, creadas durante el período de la crisis del siglo III y que se habían situado en lugares estratégicos. Y si por un lado favoreció el fortalecimiento de las cecas provinciales imperiales, para que pudieran funcionar de forma continua y no ocasional como antes, por otro redujo los volúmenes de la ceca de Roma, que empleaba una gran cantidad de trabajadores y difícil de gestionar socialmente, cerrando hasta 7 de los 12 talleres, entre los encargados de acuñar moneda.
La reforma monetaria emprendida bajo Diocleciano a partir de 294 vio una segunda oleada de cecas creadas en todas las provincias, a excepción de Hispania: Londres, Cartago, Aquilea, Tesalónica, Nicomedia y Alejandría. Por último, en las sucesivas capitales imperiales de la tetrarquía se abrieron algunas cecas suplementarias.
Las invasiones del siglo V pusieron fin a la actividad de las cecas en Occidente y en la zona del Danubio.

## Funcionamiento de las cecas
Cada ceca podía tener uno o varios talleres (oficinae), dirigidos por los officinatores, donde se producían físicamente las monedas. Para emitir una serie, el taller grababa primero dos cuños (o troqueles), uno para el anverso, generalmente con el perfil del gobernante, y el otro para el reverso con un diseño (el tipo) y una inscripción relativa (la leyenda con la que golpear el cospel).
La materia prima, oro, plata, cobre y estaño para el bronce, procedía de las minas, principalmente ubicadas en Hispania (España) y Dacia (Transilvania), fuentes que se agotaron hacia el siglo II, y cada vez más de la recuperación de los productos requisables de los países conquistados. Esta fuente también se agotó tras la conquista de Dacia en 105. La escasez de metales preciosos, causa de la crisis monetaria del siglo III, se superó a principios del siglo IV mediante confiscaciones a costa de los templos paganos. Además, la recuperación de metales continuó mediante la refundición de las monedas tomadas mediante los impuestos.
De los hallazgos que han llegado hasta nosotros, se desprende que la calidad de la producción es, en general, buena, con sólo algunos defectos de acuñación ocasionales:
- Monedas parcialmente aplastadas o con grietas en los bordes.
- Tipos descentrados o desalineación entre las dos caras.
- Relieve deficiente debido al desgaste de los troqueles.

Las técnicas de producción de aleaciones de cobre y plata estaban perfectamente dominadas: las acuñaciones se realizaban mezclando cobre parcialmente endurecido con plata todavía fluida, para obtener piezas con una superficie plateada.
En el siglo IV, la producción de los sólidos se controlaba tan cuidadosamente antes de la emisión que se alcanzaba una precisión del peso de cada pieza de 1/10 de gramo.

## La moneda como expresión imperial

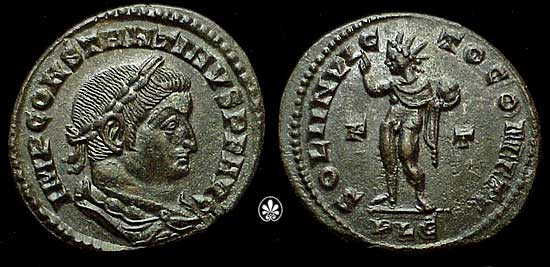
Follis de Constantino I (306-337). A/IMP CONSTANTINVS P F AVG, Costantino mirando a la derecha, laureado y con armadura. R/ Sol Invictus de pie,mano derecha alzada y orbe a la izquierda; SOLI INVICTO COMITI; a los lados F-T; en el exergo PLG. Bronce. C. 309-310. Ceca de Lugdunum.

En los siglos III y IV, la multiplicación del donativum a los soldados en cada acceso al trono o en acontecimientos importantes del Imperio, era a menudo la ocasión para la emisión, en grandes cantidades, de nuevas monedas. En sus reversos, se incluían mensajes de lo que podría llamarse "propaganda imperial". Sus temas son muy variados:
- Celebración de las victorias, los logros o incluso las virtudes del emperador y, en ocasiones, las de su esposa o su hijo y probable sucesor.
- Representaciones de una deidad protectora del emperador: Apolo, el Genio de Roma; Sol Invictus bajo Aureliano; Júpiter y Hércules, durante la Tetrarquía; el Crismón, en las emisiones de Constantino I y sus sucesores, etc.
- En ocasiones, lanzan auténticos eslóganes políticos: CONCORDIA MILITUM ("la concordia de los soldados"), FIDES EXERCITUS ("la fidelidad del ejército"), PAX AETERNA ("paz eterna"), etc.

## Marcas de ceca

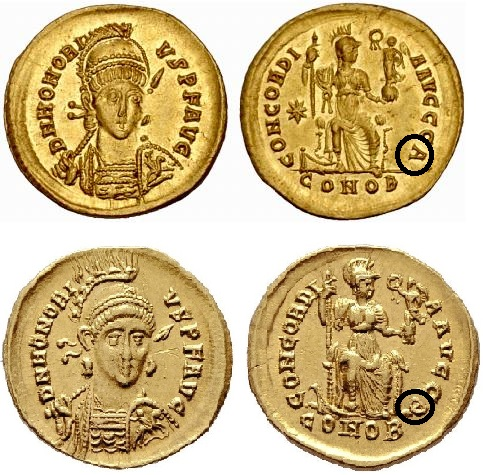
Dos sólidos idénticos de Honorio acuñados en Constantinopla (marca CONOB) pero con diferentes letras (alfa y theta) que designan el número del taller (alfa o theta).

Comenzando con Aureliano, utilizando símbolos, y continuando con Diocleciano, más explícitamente con abreviaturas, cada ceca marcaba, generalmente en el reverso, las monedas que producía con una marca de ceca para identificar su origen. Si una ceca incluía varios talleres (oficinas), cada uno solía estar marcado con una letra de clasificación, latina o griega, colocada antes o después de la marca de ceca. Por ejemplo, este es el caso de A.L, B.L, C.L, D.L para los cuatro talleres de la ceca de Lugdunum, o la serie P, S, T, Q (iniciales de Prima, Secunda, Tertia y Quarta), utilizada en otras cecas. La letra de clasificación también podía encontrarse en el reverso, a la derecha o a la izquierda, a veces acompañada de algún otro símbolo como una corona de laurel, una rama o una estrella.
En el siglo IV, las marcas se volvieron más complejas, con el uso de prefijos y sufijos. Por ejemplo, la ceca de Tesalónica, además de las formas abreviadas TS o TES, también podía usar:
- SMTS, que proviene de S(ACRA) M(ONETA), «moneda sagrada», en el sentido de «intocable», advirtiendo de la prohibición de recortar metal.

- TESOB, de OB(RYZIACUS), donde obryzum significa "oro refinado" u "oro puro", como marca de certificación de metal, introducida en el año 368.[20]

La ceca de Constantinopla, generalmente marcada como CON o CONS, también añadió la forma CONOB(RYZIACUS) para sus monedas de oro (sólidos) en esa época.